# Підземне сховище газу Тубріджи
Підземне сховище газу Тубріджи (Tubridgi) — інфраструктурний об'єкт газової промисловості на північному заході Австралії.
Сховище створили на основі виснаженого газового родовища Тубріджі, розробка якого тривала з 1991 по 2004 роки, коли вилучили 1,8 млрд м3 блакитного палива. У 2017-му почалось нагнітання газу до сховища, яке тривало до 2020-го, коли об'єкт перейшов у двосторонній режим роботи.
Незважаючи на те, що за час функціонування Тубріджі в режимі родовища на ньому пробурили 21 свердловину, сховище використовує 5 нових свердловин. При цьому одним з аргументів на користь перетворення Тубріджі на сховище була незначна глибина його залягання — біля 550 метрів.
На момент запуску в 2017-му об'єкт мав об'єм у 1,11 млрд м3 та пропускну здатність по закачуванню та відбору на рівні 1,3 млн м3 на добу. Після зазначеного вище трирічного періоду нагнітання об'єм збільшився до 1,59 млрд м3, при пропускній здатності у 2,4 млн м3 на закачування та 1,6 млн м3 на відбір.
Комплекс має обладнання для осушки та вилучення ртуті, а також власну компресорну станцію із двох компресорів загальною потужністю 2,7 МВт.
Сполучення з газотранспортною системою забезпечують трубопроводи Тубріджи – Дампір-Банбері та Вітстоун – Дампір-Банбері.
У 2020 році під час проведення робіт з підтвердження параметрів сховища вдалось додатково встановити наявність нерозроблених покладів родовища із запасами у 0,6 млрд м3, для вилучення яких запланували буріння 3 свердловин.